# 안드레이 실노프
안드레이 알렉산드로비치 실노프(러시아어: Андре́й Алекса́ндрович Сильно́в, 1984년 9월 9일~)는 러시아의 육상 선수로 주 종목은 높이뛰기이다. 2008년 하계 올림픽 남자 높이뛰기에서 금메달을 획득했다.

## 경력
로스토프주 샤흐티 출신으로 신장 198cm(6 피트, 6 인치), 몸무게 83kg이다. 2006년 후순의 인터뷰에 의하면, 실노프는 노동자 계급 부모의 어린 아들로서 자신의 세단뛰기를 하던 친형의 영향을 받아 어린 시절부터 육상을 시작하였다고 한다.
그는 일찍 자신의 큰 키가 높이뛰기에 장점이란 것을 깨달았다. 2005년 2.24m의 기록으로 모스크바에서 열린 러시아 23세 이하 실내 선수권 대회에서 우승한 후, 육상 지도자인 예브게니 자고룰코의 지도 아래 러시아 육상 선수들을 양성하는 여러 엘리트스포츠 단체 입단 제의를 받았다.
2006년 8월 스웨덴 예테보리에서 열린 2006년 유럽 선수권 대회에서 2.36m의 기록으로 체코의 토마시 얀쿠와 스웨덴의 스테판 홀름을 누르고 우승을 하면서 국제 육상계의 주목을 받았다. 경기가 끝난 1주 후에 모나코 열린 대회에서 2.36m를 넘기도 하였다.
2008년 7월 25일 영국 런던에서 열린 런던 육상 그랑프리에서 2.38m를 기록하며 개인 기록을 갱신하고 올림픽 대표팀에 발탁되었다. 베이징에서 열린 2008년 하계 올림픽에서 1차 시도 만에 경쟁 선수들을 제치고 단독 1위로 2.36m의 기록을 내면서 영국의 저메인 메이슨과 대표팀 동료인 야로슬라프 리바코프를 누르고 우승을 확정했다. 이후 찰스 오스틴이 보유한 올림픽 기록인 2.39m를 갱신하기 위해 2.42m에 도전했으나 3번의 시도 모두 실패하여 올림픽 기록 갱신에는 실패했다.
이후 2009년에는 아킬레스건 부상으로 인해 활동하지 못하다가 2010년에 복귀하였다. 2012년 3월에는 튀르키예 이스탄불에서 열린 2012년 세계 실내 선수권 대회에서 2.33m의 기록으로 그리스의 디미트리스 혼드로쿠키스의 뒤를 이어 은메달을 획득했다.